# Lukarice
Lukarice är en ort i Bosnien och Hercegovina.   Den ligger i entiteten Federationen Bosnien och Hercegovina, i den sydöstra delen av landet, 50 km sydost om huvudstaden Sarajevo. Lukarice ligger 473 meter över havet och antalet invånare är 121.
Terrängen runt Lukarice är huvudsakligen kuperad. Lukarice ligger nere i en dal.Närmaste större samhälle är Goražde, 5,6 km nordost om Lukarice. 
I omgivningarna runt Lukarice växer i huvudsak lövfällande lövskog. Runt Lukarice är det ganska tätbefolkat, med 67 invånare per kvadratkilometer.